# Вільхівська сільська рада (Іршавський район)
| Вільхівська сільська рада — колишній орган місцевого самоврядування у Іршавському районі Закарпатської області з адміністративним центром у с. Вільхівка. Розташована в передгірній частині Боржавської долини — на південь від районного центру м. Іршава. Сільській раді були підпорядковані населені пункти: - с. Вільхівка - с. Нижнє Болотне |

## Склад ради
Рада складалася з 13 депутатів та голови.

## Керівний склад сільської ради
| ПІБ                    | Основні відомості                                                 | Дата обрання | Дата звільнення |
| ---------------------- | ----------------------------------------------------------------- | ------------ | --------------- |
| Кормош Василь Іванович | Сільський голова, 1957 року народження, освіта вища, безпартійний | 26.03.2006   | 31.10.2010      |
| Чийпеш Василь Іванович | Сільський голова, 1979 року народження, освіта вища, безпартійний | 31.10.2010   | 25.10.2015      |
| Брич Василь Васильович | Сільський голова, 1970 року народження, освіта вища, безпартійний | 25.10.2015   |                 |

Примітка: таблиця складена за даними джерела

## Туристичні пам'ятки
На мальовничих схилах соснового лісу знаходиться відпочинково-готельний комплекс «Сосновий гай», відомий далеко за межами району. На нижнєболотнянських пагорбах знаходиться неолітична стоянка людини 5-6 тисячоліття до н. е., каолінові глини з яких виготовляють гончарні вироби. В селі Вільхівка діє музей гончарства.

## Видатні вихідці
- Галас М. І., В.І Газдик — гончарі, заслужені майстри народного мистецтва
- В. М. Керечанин (Н.Болотне) — кандидат історичних наук співавтор двох книжок «Книга пам'яті Закарпаття»
- Станинець Юрій Іванович (1906—1994) — священик, письменник, депутат Сойму Карпатської України.

## Населення
Згідно з переписом УРСР 1989 року чисельність наявного населення сільської ради становила 2838 осіб, з яких 1378 чоловіків та 1460 жінок.
За переписом населення України 2001 року в сільській раді мешкало 3135 осіб.

### Мова
Розподіл населення за рідною мовою за даними перепису 2001 року:
| Мова       | Відсоток |
| ---------- | -------- |
| українська | 99,68 %  |
| російська  | 0,26 %   |
| білоруська | 0,03 %   |